# Libčice nad Vltavou (nádraží)
Libčice nad Vltavou jsou železniční stanice na území města Libčice nad Vltavou v okrese Praha-západ. Leží v km 430,988 elektrizované dvoukolejné trati Praha–Děčín.

## Historie
Stanice v Libčicích nad Vltavou byla uvedena do provozu společně s jednokolejnou tratí z Prahy do Lovosic společnosti  Severní státní dráhy 1. června 1850. Druhá kolej na úseku Bubeneč – Kralupy nad Vltavou byla dána do provozu v roce 1867 Rakousku společnosti státní dráhy (StEG). Původní název stanice Libschitz byl změněn v roce 1918 na Libšice a v roce 1924 Libčice nad Vltavou.

## Popis stanice
V roce 2015 vedly ze stanice vlečky do šroubáren SCREWS & WIRE Libčice a.s. a cihelny. Stanice je dálkově řízena z CDP Praha. V roce 2016 bylo uvedeno do provozu elektronické stavědlo ESA 44.

## Výpravní budova
Původní výpravní budova byla postavena v roce 1850 podle projektu Antona Jünglinga. Jednalo se o menší typovou budovu se středním dvoupodlažním traktem se stanovou střechou a dvěma přízemními křídly. V roce 1912 byla na jejím místě postavena nová výpravní budova podle projektu projekční kanceláře ředitelství StEG, pod vedením architekta  Franze Uhla. Výpravna byla dvoupodlažní budova postavena na symetrickém půdorysu se dvěma krajními rizality v novobarokním stylu s prvky secese s přístavbou čekárny 3. třídy na pražské straně a krytým širokým nástupištěm. Střechy byly valbové, fasáda byla členěna okenními a dveřními osami a nárožním kvadrováním. Uliční průčelí mělo ve střední části válcový rizalit ukončený věžičkou. V Interiéru byla šamotová dlažba vyrobena v továrně na šamotové zboží v Lahovicích. V roce 2003 byla provedena rekonstrukce budovy.